# Filchnerella pamphagoides
Filchnerella pamphagoides is een rechtvleugelig insect uit de familie Pamphagidae. De wetenschappelijke naam van deze soort is voor het eerst geldig gepubliceerd in 1908 door Karny.